# Casa de doña María la Brava
La casa de doña María la Brava es una casa particular edificada hacia 1485, gran ejemplo representativo de las casas de la nobleza española de la segunda mitad del siglo XV. Se encuentra en la plaza de los Bandos, en la ciudad de Salamanca (España).

## El edificio
En el solar donde estuvo la verdadera casa de doña María Rodríguez de Monroy, edificaron sus descendientes otra hacia 1485, de la que queda tan solo la fachada, ligeramente alterada por un balcón con decoración heráldica y vegetal que se abrió posteriormente. Tiene un amplio portalón de entrada dominada por un arco de medio punto con grandes dovelas de cuyos salmeres nace una chambrana de líneas quebradas que rodea los escudos, el balcón y la toza de piedra labrada que está sobre el balcón. Está decorado a todo lo largo por bolas, ornamentación muy usada en la época de Isabel la Católica. La toza de piedra está trabajada con adornos de cardinas naturalistas.
El escudo principal está sobre el balcón y lleva muebles heráldicos de Enríquez de Sevilla. El de la izquierda lleva las armas de los Monroy, las mismas que pertenecieron a doña María y el de la derecha, las de los Maldonado.
Tiene la casa un amplio zaguán (entrada inmediata a la puerta de la calle) y una escalera no muy grande que corresponden a alteraciones hechas en el siglo XVII. Durante bastantes años del siglo XX la casa acogió las dependencias del Centro Farmacéutico Salmantino y también fue liceo escolar a principios del siglo XX.